# Calyptothecium acostatum
Calyptothecium acostatum là một loài rêu trong họ Pterobryaceae. Loài này được J.X. Luo mô tả khoa học đầu tiên năm 1983.